# Aukanaw
Aukanaw, (apócope de Aukanawel = Jaguar Indómito, en lengua mapuche) también transcripto como Auca Nahuel , (1897-1994). Etnólogo y hierólogo de origen mapuche-pehuenche que cursó estudios superiores en Europa, investigador de profunda erudición y vasta formación humanística.
Descendiente de un importante linaje de renüs (sabios esotéricos indígenas, especie de sacerdotes) de la región del volcán Llaima (Chile), fue depositario de importantes conocimientos y tradiciones ancestrales. Fue autor de numerosas obras referentes al conocimiento esotérico y científico de su pueblo.
En la década de 1930 realizó un importante hallazgo arqueológico, cuyo significado cambió totalmente su vida, circunstancia que encontró ratificada por otras experiencias posteriores, que le hicieron abandonar la actividad científica y consagrarse por entero a lo que consideraba su misión espiritual. A partir de ese momento se convierte en un importante maestro espiritual para el pueblo mapuche, y los hechos de su vida se entretejen con lo legendario.
Formó algunos discípulos que continúan la difusión de su obra, como el “Grupo Aukamapu” y el “Centro de Estudios Maestro Aukanaw”.

## Obras
- "La Ciencia Secreta de los mapuches"
- "Zoología Mapuche"
- "El Dioscórides Mapuche Ilustrado, o sea Materia Médica Vegetal Mapuche"
- "Tratado General de Hierología"
- "Astronomía Mapuche"
- "¿La Patagonia piensa? Críticas y reflexiones sobre la bibliografía "Mapuche"
- "La función del Avatara americano y la ciudad sagrada Ll'mll'm"
- "El Diluvio Mapuche"
- "Diccionario de simbología"
- "Representaciones de la diosa madre y del divino hijo en la cultura mapuche"
- "Ritos cosmogónicos mapuches"
- "El truftrufn, baño de vapor, como rito iniciático y curativo"
- "El simbolismo del trapelakucha"
- "La vía iniciática mapuche"
- "Los Renüs y la sabiduría celestial"
- "Introducción a la Sabiduría Aborigen".
- "Vademécum de Mapud'ngu (Idioma Mapuche)"
- "Estudio de la religión Mapuche. Introducción a su conocimiento mediante una síntesis conceptual integradora"
- "Introducción a la Sabiduría Aborigen"
- "Cartilla para la enseñanza del idioma mapuche"

### Obras inconclusas
"Diccionario Multilingüe Mapuche" (Mapuche-español-inglés-francés-alemán-italiano-portugués); "Medicina Mapuche Comparada"; "Psicología Comparada Mapuche-Wingka"; "Calendario anual mapuche-gregoriano"; "Astronomía Mapuche", "Atlas Anatómico, Fisiológico y Patológico Mapuche"; "Gran Atlas de las Ciencias Naturales y Culturales Mapuche".

### "La Ciencia Secreta de los Mapuche"
"La Ciencia Secreta de los Mapuche" es una antología de escritos, algunos publicados y otros inéditos, del maestro Aukanaw realizada por la etnóloga canadiense Marie Dubois. 
Estos artículos originalmente estaban destinados a las nuevas generaciones mapuches con el fin de que se apreciaran la grandeza y la verdad encerradas en la Tradición Sagrada Mapuche. Posteriormente Aukanaw los adaptó para el hombre occidental de un buen nivel cultural, con el fin de que llegase a comprender la sabiduría espiritual que se oculta tras el velo de la magia, la superstición y las prácticas ancestrales. 
Para Dubois este libro pretendía ser una introducción sumaria a la sabiduría mapuche, a través de algunos temas puntuales, colocando a su autor en el rol de interlocutor intercultural. Pero pese a estas intenciones el público especializado ha consagrado definitivamente esta obra como un clásico del esoterismo indígena y a su autor como una especie de René Guénon mapuche. 
Prueba de ello es que este libro sea catalogado por la mayoría de las bibliotecas virtuales dentro del concepto "chamanismo" o "esoterismo", en lugar del de "antropología desde un enfoque émico".